# Бера-Тагрин, Натали
Натали́ Бера́-Тагри́н (фр. Nathalie Bera-Tagrine; род. 15 февраля 1960) — французская пианистка.
Дочь пианистки Нади Тагрин. Научилась играть на пианино в возрасте трёх лет под руководством матери. Окончила Парижскую консерваторию (1976). Училась у Венцеслава Янкова и Жана Юбо. Выиграла Кливлендский международный конкурс пианистов (1977), была также финалистом Конкурса имени Клары Хаскил (1983).
Выступает с сольными концертами, постоянно аккомпанирует певице Арианне Дуге. Записала ряд сольных сочинений Шопена, Листа, Скрябина.